# Honnaikanahalli, Channagiri
Honnaikanahalli là một làng thuộc tehsil Channagiri, huyện Davanagere, bang Karnataka, Ấn Độ.